# Tadeusz Jakubik
Tadeusz Jakubik (ur. w 1925 w Oględowie, zm. w 2000 w Kielcach) – polski artysta fotograf, uhonorowany tytułem Artiste FIAP (AFIAP). Członek Związku Polskich Artystów Fotografików. Członek Świętokrzyskiego Towarzystwa Fotograficznego. Artysta Kieleckiej Szkoły Krajobrazu.

## Życiorys
Tadeusz Jakubik działalność fotograficzną rozpoczął w 1941 roku. W 1955 roku został przyjęty w poczet członków Kieleckiego Oddziału Polskiego Towarzystwa Fotograficznego (późniejszego Świętokrzyskiego Towarzystwa Fotograficznego), w którym przez 15 lat był członkiem zarządu. W 1976 roku został członkiem Kieleckiej Delegatury Związku Polskich Artystów Fotografików i współorganizatorem Okręgu Świętokrzyskiego ZPAF.
Był uczestnikiem wielu wystaw fotograficznych, indywidualnych i zbiorowych, w Polsce i na świecie. Został uhonorowany nagrodami, medalami, dyplomami oraz wyróżnieniami m.in. w Międzynarodowych Salonach Fotograficznych, objętych patronatem FIAP. Jego zdjęcia otrzymały akceptacje w ponad 150 wystawach zbiorowych i pokonkursowych. Od 1973 roku prowadził (przez jedną kadencję) Zespół Fotografów Krajobrazów Regionu Świętokrzyskiego przy Zarządzie Wojewódzkim PTTK w Kielcach (był fotografem krajoznawcą i Instruktorem fotografii PTTK). Był współautorem zdjęć (m.in.) do albumów „Polska Fotografia Krajoznawcza” – pracy zbiorowej zainicjowanej przez Pawła Pierścińskiego oraz „Kieleckie krajobrazy”.
Został uhonorowany odznaczeniem „Za Zasługi dla Kielecczyzny”. W 1983 roku, w ramach działalności w Kieleckiej Szkole Krajobrazu – uhonorowany zbiorową Nagrodą Ministra Kultury i Sztuki I Stopnia – za stworzenie artystycznej dokumentacji kieleckiego krajobrazu.
Tadeusz Jakubik został uhonorowany tytułem Artiste FIAP (AFIAP), nadanym przez Międzynarodową Federację Sztuki Fotograficznej.